# Molnskogsskrikuv
Molnskogsskrikuv (Megascops marshalli) är en fågel i familjen ugglor inom ordningen ugglefåglar.

## Utbredning och systematik
Den förekommer i molnskogar i Andernas östsluttning från centrala Peru (Pasco) söderut till centrala Bolivia (Cochabamba).

## Status
IUCN kategoriserar arten som nära hotad.

## Namn
Fågelns vetenskapliga artnamn hedrar Joe Truesdell Marshall (född 1918), amerikansk zoolog, parasitolog och ornitolog.